# Texas Tennis Classic
Il Texas Tennis Classic è stato un torneo professionistico maschile di tennis giocato sul cemento, che faceva parte dell'ATP Challenger Tour, nella categoria Challenger 75. È stata disputata solo l'edizione del 2023 a Waco, città statunitense. 

## Albo d'oro

### Singolare
| Anno | Campione             | Finalista        | Punteggio     |
| ---- | -------------------- | ---------------- | ------------- |
| 2023 | Aleksandar Kovacevic | Alexandre Müller | 6–3, 4–6, 6–2 |

### Doppio
| Anno | Campioni                   | Finalisti                  | Punteggio         |
| ---- | -------------------------- | -------------------------- | ----------------- |
| 2023 | Ivan Sabanov Matej Sabanov | Evan King Mitchell Krueger | 6–1, 3–6, [12–10] |